# (3304) Pearce
(3304) Pearce est un astéroïde de la ceinture principale.

## Description
(3304) Pearce est un astéroïde de la ceinture principale. Il fut découvert le 2 mars 1981 à Siding Spring par Schelte J. Bus. Il présente une orbite caractérisée par un demi-grand axe de 3,05 UA, une excentricité de 0,28 et une inclinaison de 2,2° par rapport à l'écliptique.

## Compléments